# Mike Erwin
Michael „Mike“ Erwin (* 31. August 1978 in Dalton, Georgia) ist ein US-amerikanischer Schauspieler.
Erwin besuchte die Martin High School in Arlington im US-Bundesstaat Texas.  Seinen Durchbruch schaffte er mit der Fernsehserie Everwood als Colin Hart.

## Filmografie (Auswahl)
| - 2001: American Pie 2 - 2001: Eine himmlische Familie - 2001: Für alle Fälle Amy - 2001: Undressed – Wer mit wem? - 2001: Web Girl - 2002–2004: Everwood - 2002: Do Over – Zurück in die 80er - 2002: Ein Hauch von Himmel - 2002: Reba - 2002: So Little Time - 2002: The new Guy – Auf die ganz coole Tour - 2003: Hulk - 2003: One Tree Hill - 2003: Raven blickt durch - 2003: Trash - 2004: CSI: Miami - 2004: Die himmlische Joan - 2004: Home of Phobia - 2004: She’s Too Young - 2004: The Robinsons: Lost in Space - 2004–2009: CSI: Den Tätern auf der Spur | - 2005: High School Confidential - 2005: Jack & Bobby - 2005: The Studio - 2006–2007: Familienstreit de Luxe - 2007: Chaos Theory - 2007: Clarity - 2007: Ghost Whisperer – Stimmen aus dem Jenseits - 2007: Kush - 2007–2022: Navy CIS (Fernsehserie, zwei Folgen) - 2007: The ½ Hour News Hour - 2008: Dexter - 2008: Say Hello to Stan Talmadge - 2009: Wreckage - 2010: Vampire Diaries - 2011: Jesse Stone: Verlorene Unschuld (Jesse Stone: Innocents Lost) |